# Sitael (azienda)
Sitael è una società italiana operante nel settore della ricerca e dello sviluppo tecnologico aerospaziale., con sede a Mola di Bari, facente parte dal 2010 della Angel Holding

## Storia
Fondata nel 1994 a Viareggio da Nicola Zaccheo con il nome di Caen Aurelia Space, nel 2009 egli incontra Vito Pertosa, imprenditore a capo della holding Angel, che gli offre un capannone a Modugno, in Puglia, convincendolo a trasferire l’azienda.
Nell'aprile 2010 la società viene acquisita dalla Angel che ne cambia la ragione sociale in Sitael. In seguito, Sitael acquisisce a Pisa l'azienda ALTA, spinoff dell'Università di Pisa e specializzata in propulsione elettrica satellitare, e a Forlì l'azienda ALMASpace, spinoff dell'Università di Bologna.

## Produzione e attività

### Aerospazio
La Sitael è specializzata nel settore aerospaziale, con certificazioni standard ESA/NASA, per la progettazione e costruzione di apparati avionici per satelliti, minisatelliti e microsatelliti, propulsione ionica; l'azienda si occupa anche dell'analisi di missione, scelta del razzo vettore e definizione del budget. 
L'azienda è dotata di diverse attrezzature per la progettazione e lo sviluppo come camere pulite, linee di assemblaggio qualificate per prodotti spaziali, impianti a vuoto e termo-vuoto, impianti per test meccanici, impianti di test per motori a razzo ecc.
Nel 2012 ha preso parte alla missione Mars Science Laboratory della NASA, che aveva come obiettivo l'atterraggio del rover Curiosity su Marte.
Nel 2018 Sitael e Virgin Galactic stipulano un accordo per la costruzione di un veicolo spaziale di The Spaceship Company, da assemblare in Puglia, grazie alla collaborazione tecnologica della prima. Il veicolo sarebbe stato in seguito destinato all'utilizzo presso il futuro spazioporto di Grottaglie.
In ambito spaziale, il 7 agosto 2019, l'azienda firma un contratto con l'Agenzia Spaziale Italiana per la realizzazione di un satellite, "PLATiNO-1", facente parte del programma multimissione "PLATiNO" che ha lo scopo di sviluppare e validare in orbita le tecnologie che compongono il satellite, compreso il radar ad apertura sintetica SAR realizzato da Thales Alenia Space.
Il 19 Giugno 2020 l'azienda firma l'accordo di commercializzazione ed industrializzazione di PLATiNO.
Il 24 Dicembre 2021 l'Agenzia Spaziale Italiana annuncia la firma degli accordi di lancio per PLATiNO-1 e PLATiNO-2.
Tra il 2022 ed il 2023 Sitael si aggiudica due contratti per la realizzazione di altri cinque satelliti PLATiNO: uno per una missione di comunicazione ottica quantistica (EAGLE-1) con la lussemburghese SES, e quattro per l'osservazione della terra con strumenti iperspettrali che faranno parte della costellazione IRIDE dell'Agenzia Spaziale Europea.
Il 1º dicembre 2023 è stato lanciato il satellite MicroHETSat, interamente realizzato da SITAEL, a bordo di un lanciatore Falcon-9 di SpaceX presso la base spaziale di Vandenberg in California. Il satellite, che viene comandato dal Centro Controllo Missione della Sitael stessa a Forlì, è il primo satellite interamente elettrico realizzato in Italia, ed il primo in Europa di queste dimensioni. 

### Treno-Ospedale
Ad ottobre 2020 l'azienda vince un bando straordinario dell'Agenzia spaziale europea per fronteggiare l'emergenza COVID-19 con tecnologie spaziali, con l'obiettivo di realizzare un treno-ospedale con postazioni di terapia intensiva connesse via satellite per servizi di telemedicina anche in movimento.

### Progetti di formazione
A Giugno 2021 Sitael firma un accordo quadro con ITS-Cuccovillo di Bari per l'istituzione di un corso in “Meccatronica applicata all'Industria dei Satelliti” con l'obiettivo di qualificare 15 giovani diplomati all'anno per far fronte alle esigenze del settore. I primi supertecnici dei satelliti sono usciti dal corso nel 2023. 

### La fabbrica dei satelliti
SITAEL ha realizzato a Mola di Bari una fabbrica di satelliti all'avanguardia, dotata di oltre 1000 metri quadri di camera pulita e di un centro di qualifica spaziale equipaggiato con tavola vibrante, camera anecoica e camera termo-vuoto, che consente di verificare, in un ambiente simulato, le prestazioni dei satelliti appena assemblati.. Un primo investimento privato per la fabbrica, completato nel 2021, sarà esteso grazie al progetto ASI Space Factory, lanciato nel 2023.
Il 31 marzo, SITAEL ha inaugurato il completamento della sua Space Factory 4.0, cofinanziata dall’Agenzia Spaziale Italiana (ASI) con i fondi del Piano Nazionale di Ripresa e Resilienza (PNRR).